# Clidemia dentata
Clidemia dentata es un arbusto perenne perteneciente  a la familia  Melastomataceae. Es originaria de América.

## Descripción
Son arbustos que alcanzan un tamaño de 1–4 m de alto; ramitas, inflorescencias e hipantos moderadamente hirsutos con tricomas lisos de 1–2.5 mm de largo, sobre una capa esparcida a densa de tricomas cortamente estrellados. Hojas elíptico-ovadas a ovado-lanceoladas, 7–20.5 cm de largo y 3–9 cm de ancho, ápice gradualmente acuminado, base obtusa o redondeada y típicamente oblicua, margen ciliado-denticulado. Inflorescencia una cima pseudolateral típicamente ramificada desde cerca de la base, 2–3 cm de largo, flores 5-meras, subsésiles, bractéolas linear-oblongas, 1.5–2 mm de largo y 0.5 mm de ancho, caducas; el cáliz formado por un margen truncado ca 0.5–0.75 mm de alto, difuso y cubierto por los dientes, dientes subulados de 2–5.5 mm de largo. El fruto es una baya de 7–9 mm de diámetro, azul obscura cuando madura; semillas 0.5 mm de largo, ruguladas o granulosas, café obscuras.
Es una especie común que se encuentra en sitios alterados, márgenes de pluvioselvas, en la zona atlántica; a una altitud de 0–400 (–800) metros; fl y fr todo el año; desde el sur de México (Veracruz) a Bolivia y sur de Brasil.

## Taxonomía
Clidemia dentata fue descrita por  Pav. ex D.Don y publicado en Memoirs of the Wernerian Natural History Society 4(2): 308. 1823.
Sinonimia
- Clidemia brachystephana (Naudin) Triana
- Clidemia brachystephana var. longidentata Cogn.
- Melastoma dentata Pav. ex D. Don
- Staphidium brachystephanum Naudin
- Staphidium pauciflorum var. alboroseum Naudin[2]